# 한국 프로 야구 투수 통산 세이브 관련 기록

## 통산 기록

### 개인 통산 최다 세이브 순위
- 2017년 시즌 까지의 기록임

(참고:한국야구위원회 통산기록실 )
| 순위 | 세이브 수 | 선수   | 소속                            | 기간                  | 시즌 수  | 통산 경기수 | 주석 및 기타               |
| 1    | 300       | 오승환 | 삼성                            | 2005 -                | 8        |             |                            |
| 2    | 227       | 김용수 | MBC-LG                          | 1985 - 2000           | 16시즌   | 613경기     | 100승 200세이브 동시달성   |
| 3    | 214       | 구대성 | 빙그레 (한화)                   | 1993 - 2010년         | 13시즌   | 569경기     |                            |
| 4    | 200       | 임창용 | 해태 - 삼성                     | 1995 -2007년          | 13시즌   | 534경기     |                            |
| 5    | 191       | 진필중 | OB(두산) - KIA - LG             | 1995 - 2006년         | 12시즌   | 510경기     |                            |
| 6    | 153       | 조규제 | 쌍방울 - 현대 - SK - 현대 - KIA | 1991 - 2005년         | 15시즌   | 508경기     |                            |
| 7    | 142       | 정명원 | 태평양 - 현대                   | 1989 -2000년          | 12시즌   | 395경기     |                            |
| 8    | 135       | 정재훈 | 두산                            | 2003 - 2013년         | 11시즌 - | 405 경기 -  |                            |
| 9    | 132       | 선동열 | 해태                            | 1985 -1995년          | 11시즌   | 367경기     |                            |
| 10   | 122       | 손승락 | 넥센                            | 2010 -                | 4시즌    | 212경기     |                            |
| 11   | 116       | 조용준 | 현대 유니콘스 - 히어로즈        | 2002 - 2005년/ 2009년 | 5시즌    | 234경기     |                            |
| 12   | 103       | 송진우 | 빙그레 - 한화                   | 1989-2009년           | 21시즌   | 671경기     | 200승 100세이브 동시달성   |
| 13   | 100       | 정대현 | 롯데                            |                       |          |             | 100세이브 100홀드 동시달성 |
| 14   | 100       | 정우람 | 한화이글스-SK와이번스           |                       |          |             | 100세이브 100홀드 동시달성 |

### 개인 통산 최다 세이브 기록 추이
| 기록      | 선수 | 소속 | 날짜         | 구장 | 상대팀 | 경기 결과 | 시즌 수 | 경기수 | 달성 당시 나이   | 주석 및 기타                                 |
| 10세이브  | 황규봉 | 삼성 | 1982. 08. 25 | 대구 | MBC    | 3 - 6 승  | 1       | 38     |                  |                                              |
| 14세이브  | 황규봉 | 삼성 | 1983. 07. 17 |      |        |           |         |        |                  |                                              |
| 15세이브  | 황태환 | OB   | 1983. 09. 25 |      |        |           |         |        |                  |                                              |
| 17세이브  | 황태환 | OB   | 1983. 10. 01 |      |        |           |         |        |                  |                                              |
| 18세이브  | 윤석환 | OB   | 1984. 07. 31 | 대전 | 롯데   | 2 - 5     | 1       |        |                  | [ 1 ]                                        |
| 100세이브 | 권영호 | 삼성 | 1989. 10. 02 | 대구 | 빙그레 | 4 - 12    | 8       | 288    | 35세 8개월 9일   | [ 2 ]                                        |
| 101세이브 | 김용수 | LG   | 1993. 04. 29 | 잠실 | OB     | 5 - 4 승  | 9       |        |                  | 연속 경기 2차전                              |
| 150세이브 | 김용수 | LG   | 1994. 07. 28 | 수원 | 태평양 | 4 - 3 승  | 10      | 370    | 34세 2개월 26일  | 9회 무사 등판 3타자 무안타                   |
| 150세이브 | * 최연소 150세이브 : 삼성 오승환, 26세 9개월 20일 (2009년 5월 5일 대전 한화 전) * 최소 경기 150세이브 : 삼성 오승환, 254경기 (2009년 5월 5일 대전 한화 전)                                             |      |              |      |        |           |         |        |                  |                                              |
| 200세이브 | 김용수 | LG   | 1999. 04. 15 | 인천 | 현대   | 8 - 5 승  | 15      |        | 38세 11개월 13일 | 9-5로 앞선 9회말 무사 등판.                  |
| 200세이브 | * 최연소 200세이브 : 삼성 오승환, 29세28일 (2011년 8월 12일 대구 KIA 전), 역대 3번째, 세계 최연소 기록 * 최소 경기 200세이브 : 삼성 오승환, 334경기 (2011년 8월 12일 대구 KIA 전), 세계 최소 경기 기록 |      |              |      |        |           |         |        |                  |                                              |
| 227세이브 | 김용수 | LG   | 2000.        |      |        |           | 16      |        |                  |                                              |
| 228세이브 | 오승환 | 삼성 | 2012. 07. 01 | 대구 | 넥센   | 1 - 3 승  | 8       | 369    | 29세 11개월 16일 | 1-3으로 앞선 9회초 무사 등판                 |
| 300세이브 | 오승환 | 삼성 | 2021. 04. 25 | 광주 | KIA    | 2 - 3 승  |         | 497    |                  | 2-3으로 앞선 9회말 무사 등판, 1피안타 무실점 |

삼성 마무리투수 오승환이 25일 광주 기아챔피언스필드에서 열린 KIA와의 2021 KBO리그 경기에서 3-2로 앞선 9회말 등판해 역투하고 있다. 광주=연합뉴스

### 연도별 개인 통산 최다 세이브 순위(1-10위)
| 연도   | 1                   | 2                   | 3                   | 4                   | 5                   | 6                   | 7                    | 8                    | 9                       | 10                      |
| 1982년 | 황규봉 (삼성) 11개  | 하기룡 (MBC) 9개    | 박철순 (OB) 7개     | 유종겸 (MBC) 3개    | 황태환 (OB) 3개     | 이광권 (NMBC) 2개   | 인호봉 (삼미) 2개    | 권영호 (삼성) 2개    | 성낙수 (삼성 2개        | 노상수 (롯데) 2개       |
| 1983년 | 황태환 (OB) 17개    | 황규봉 (삼성) 14개  | 하기룡 (MBC) 13개   | 권영호 (삼성) 9개   | 유종겸 (MBC) 8개    | 박철순 (OB) 7개     | 이상윤 (해태) 6개    | 장명부 (삼미) 6개    | 노상수 (롯데) 5개       | 오영일 (MBC) 4개        |
| 1984년 | 윤석환 (OB) 25개    | 황규봉 (삼성) 18개  | 황태환 (OB) 17개    | 하기룡 (MBC) 14개   | 이상윤 (해태) 14개  | 장명부 (삼미) 13개  | 유종겸 (MBC) 12개    | 권영호 (삼성) 11개   | 최동원 (롯데) 10개      | 최계훈 (삼미) 9개       |
| 1985년 | 권영호 (삼성) 37개  | 윤석환 (OB) 31개    | 황규봉 (삼성) 22개  | 황태환 (OB) 18개    | 장명부 (청보) 18개  | 최동원 (롯데) 18개  | 하기룡 (MBC) 16개    | 이상윤 (해태) 14개   | 유종겸 (MBC) 13개       | 최계훈 (삼미) 11개      |
| 1986년 | 권영호 (삼성) 56개  | 윤석환 (OB) 31개    | 김용수 (MBC) 28개   | 황규봉 (삼성) 24개  | 황태환 (OB) 21개    | 최동원 (롯데) 20개  | 장명부 (빙그레) 18개 | 하기룡 (MBC) 16개    | 김시진 (삼성) 16개      | 이상윤 (해태) 14개      |
| 1987년 | 권영호 (삼성) 74개  | 김용수 (MBC) 52개   | 윤석환 (OB) 33개    | 황태환 (OB) 26개    | 황규봉 (삼성) 24개  | 최동원 (롯데) 22개  | 선동열 (해태) 20개   | 장명부 (빙그레) 18개 | 하기룡 (MBC) 16개       | 김시진 (삼성) 16개      |
| 1988년 | 권영호 (삼성) 81개  | 김용수 (MBC) 63개   | 윤석환 (OB) 47개    | 선동열 (해태) 30개  | 황태환 (OB) 26개    | 최동원 (롯데) 25개  | 황규봉 (삼성) 24개   | 이상군 (빙그레) 19개 | 장명부 (빙그레) 18개    | 방수원 (해태) 18개      |
| 1989년 | 권영호 (삼성) 100개 | 김용수 (MBC) 85개   | 윤석환 (OB) 48개    | 선동열 (해태) 38개  | 황태환 (OB) 26개    | 최동원 (롯데) 25개  | 황규봉 (삼성) 24개   | 이상군 (빙그레) 22개 | 장명부 (빙그레) 18개    | 방수원 (해태) 18개      |
| 2002년 | 김용수 (LG) 227개   | 진필중 (LG) 157개   | 조규제 (KIA) 152개  | 구대성 (한화) 150개 | 정명원 (현대) 142개 | 선동열 (해태) 132개 | 임창용 (삼성) 131개  | 권영호 (삼성) 100개  | 송진우 (한화) 94개      | 김경원 (한화) 80개      |
| 2006년 | 김용수 (LG) 227개   | 진필중 (LG) 191개   | 구대성 (한화) 187개 | 임창용 (삼성) 168개 | 조규제 (KIA) 153개  | 정명원 (현대) 142개 | 선동열 (해태) 132개  | 조용준 (현대) 115개  | 송진우 (한화) 102개     | 권영호 (삼성) 100개     |
| 2007년 | 김용수 (LG) 227개   | 구대성 (한화) 213개 | 진필중 (LG) 191개   | 임창용 (삼성) 168개 | 조규제 (KIA) 153개  | 정명원 (현대) 142개 | 선동열 (해태) 132개  | 조용준 (현대) 115개  | 송진우 (한화) 103개     | 오승환 (삼성) 103개     |
| 2008년 | 김용수 (LG) 227개   | 구대성 (한화) 213개 | 진필중 (LG) 191개   | 임창용 (삼성) 168개 | 조규제 (KIA) 153개  | 정명원 (현대) 142개 | 오승환 (삼성) 142개  | 선동열 (해태) 132개  | 조용준 (히어로즈) 115개 | 정재훈 (두산) 111개     |
| 2009년 | 김용수 (LG) 227개   | 구대성 (한화) 214개 | 진필중 (LG) 191개   | 임창용 (삼성) 168개 | 오승환 (삼성) 161개 | 조규제 (KIA) 153개  | 정명원 (현대) 142개  | 선동열 (해태) 132개  | 조용준 (히어로즈) 116개 | 정재훈 (두산) 111개     |
| 2010년 | 김용수 (LG) 227개   | 구대성 (한화) 214개 | 진필중 (LG) 191개   | 임창용 (삼성) 168개 | 오승환 (삼성) 165개 | 조규제 (KIA) 153개  | 정명원 (현대) 142개  | 선동열 (해태) 132개  | 조용준 (히어로즈) 116개 | 정재훈 (두산) 113개     |
| 2011년 | 김용수 (LG) 227개   | 구대성 (한화) 214개 | 오승환 (삼성) 212개 | 진필중 (LG) 191개   | 임창용 (삼성) 168개 | 조규제 (KIA) 153개  | 정명원 (현대) 142개  | 선동열 (해태) 132개  | 정재훈 (두산) 121개     | 조용준 (히어로즈) 116개 |
| 2012년 | 오승환 (삼성) 249개 | 김용수 (LG) 227개   | 구대성 (한화) 214개 | 진필중 (LG) 191개   | 임창용 (삼성) 168개 | 조규제 (KIA) 153개  | 정명원 (현대) 142개  | 선동열 (해태) 132개  | 정재훈 (두산) 121개     | 조용준 (넥센) 116개     |

## 같이 보기
- 한국 프로 야구 세이브 관련 기록
- 메이저 리그 300세이브 클럽